# Limia caymanensis
Limia caymanensis es un pez de la familia de los pecílidos en el orden de los ciprinodontiformes.

## Morfología
Los machos pueden alcanzar los 2,8 cm de longitud total y las hembras los 3,18 cm.

## Distribución geográfica
Se encuentran en las Islas Caimán.